# Lassie Come Home
Lassie Come Home is een Amerikaanse jeugdfilm in Technicolor uit 1943 onder regie van Fred M. Wilcox. De film is gebaseerd op het gelijknamige boek van Eric Knight en gaat over de vriendschap van een jongen en zijn hond Lassie. Destijds werd het in Nederland uitgebracht onder de titel Lassie komt thuis.

## Verhaal
De film speelt zich af in Yorkshire, Engeland. De familie Carraclough is een arme familie die op een dag haar hond Lassie moet verkopen aan de hertog omdat ze het geld hard nodig hebben. De jonge zoon van het gezin, Joe, kan geen afscheid nemen van zijn trouwe hond. Hij kan zijn geluk dan ook niet op als Lassie zich een weg terugbaant naar zijn oude eigenaar. Joe's vader en moeder staan erop dat hun hond al gauw wordt teruggebracht. Na de zoveelste ontsnapping brengt Joe zijn hond zelf naar zijn nieuwe woonplek en dwingt haar niet meer weg te lopen. Daar ontmoet hij Priscilla, de nieuwe eigenares. Ze raken bevriend en Priscilla realiseert zich al gauw dat Lassie thuishoort bij de familie Carraclough.
Op een dag wordt Lassie als showhond naar Schotland gestuurd. Daar laat Priscilla haar vrij om de hond een kans te geven terug te gaan naar de familie Carraclough. Lassie twijfelt geen moment en begint haar lange reis terug naar huis. Onderweg krijgt ze te maken met verscheidene obstakels. Zo wordt ze achtervolgd door twee schietlustige jagers en hun bloeddorstige hond. Vervolgens wordt ze gevonden door een oud echtpaar. De vrouw, Dally, is dol op de hond en beschouwt haar als haar huisdier. Ze ziet echter al gauw in dat de hond een reis maakt en niet bij hen thuishoort, waarop ze haar vrijlaat.
Lassie komt hierna een straatartiest tegen, die de hond wat voedsel aanbiedt en haar gebruikt in een van zijn acts. Op een dag wordt hij lastiggevallen door twee mannen, die zijn andere hond Toots doden. Na dit verlies laat hij Lassie gaan, die in een grote stad terechtkomt en achterna wordt gezeten door hondenvangers. Ze springt uit een gebouw en is er ernstig aan toe, maar bereikt uiteindelijk haar thuis in Yorkshire. Vader en moeder Carraclough, die aanvankelijk van de hond afwilden, zien nu in dat Lassie er thuishoort. Ze worden bezocht door de hertog en vrezen dat hij Lassie zal herkennen. De vriendelijke hertog realiseert zich echter dat de familie dol is op de hond en doet alsof hij Lassie niet herkent. De familie Carraclough mag de hond daarom houden. De film eindigt met Lassie, die herenigd wordt met Joe.

## Rolverdeling
| Acteur           | Personage           |
| ---------------- | ------------------- |
| Pal              | Lassie              |
| Roddy McDowall   | Joe Carraclough     |
| Donald Crisp     | Sam Carraclough     |
| Elsa Lanchester  | Mevrouw Carraclough |
| Nigel Bruce      | Hertog van Rudling  |
| Elizabeth Taylor | Priscilla           |
| Dame May Whitty  | Dally               |
| Edmund Gwenn     | Rowlie              |
| Ben Webster      | Dan'l Fadden        |
| J. Pat O'Malley  | Hynes               |

## Achtergrond
Lassie Come Home was het eerste deel van wat uiteindelijk een zesdelige filmreeks van Metro-Goldwyn-Mayer over Lassie zou worden. Fred M. Wilcox werd aangewezen als de regisseur en maakte hiermee zijn regiedebuut. Het staat tegenwoordig bekend als de film met Elizabeth Taylor in een van haar eerste rollen. Er gaan verschillende verhalen rond over hoe ze de rol heeft gekregen. Volgens sommige bronnen werd ze in oktober 1942 ontdekt door producent Samuel Marx. Marx was ontevreden over Maria Flynn, de beginnende actrice die hij toen had gekozen in de rol van Priscilla. Niet alleen had ze een groeispurt en was ze inmiddels een flink eind groter dan Roddy McDowall, maar ook kon ze haar angst voor de hond niet verbergen voor de camera. Volgens andere bronnen was Marx niet tevreden over Flynn omdat haar ogen niet krachtig genoeg waren en koos hij Taylor via haar agent.
De zoektocht naar de perfecte hond om Lassie te spelen kostte ook veel moeite. Toen de hond Pal werd aangesteld, namen de makers contact op met zijn eigenaar en hondentrainer Rudd Weatherwax om Pal te trainen. De hond kreeg uiteindelijk een hoger salaris dan Taylor. De film werd na het uitbrengen een enorm succes. De verkoop van Schotse herdershonden, het ras van Pal, in de jaren daarop steeg van 3000 naar 18 400. Het resulteerde ook in verscheidene vervolgdelen. Ook de pers was er lovend over te spreken. Zo sprak de Variety zeer positief over de hoofdrolspelers en het sentiment. Het dagblad The New York Times schreef dat de film met zo een 'eenvoudige schoonheid' wordt verteld, dat enkel de 'bitterste persoon niet geroerd kan zijn'.